# Powerslave
Powerslave (englisch für „Sklave der Macht“) ist das fünfte Studioalbum der britischen Heavy-Metal-Band Iron Maiden. Das Album wurde am 3. September 1984 via EMI veröffentlicht.

## Hintergrund
Zum ersten Mal nahm die Band ein Album in der gleichen Besetzung wie beim Vorgänger auf. Es wurde wie Piece of Mind in Nassau auf den Bahamas aufgenommen.
Ebenso ist Powerslave bis heute das letzte Album der Band, welches ein Instrumentalstück enthält. Thematisch geht es auf dem Albumcover, das wieder von Derek Riggs gezeichnet wurde, und dem Titelsong „Powerslave“ um das antike Ägypten. Das Albumcover zeigt Bandmaskottchen Eddie als Statue eines Pharao, die auf einem riesigen Thron vor einer Pyramide sitzt. Unter seinen Händen befindet sich je eine Sphinx. Für die folgende 13-monatige Tour wurde das Albumartwork nachgebaut. Die „World Slavery Tour“ führte die Band als erste größere Band in den damaligen Ostblock. Das Video Behind the Iron Curtain dokumentierte diese Tour.
Mit 2 Minutes to Midnight und Aces High wurden zwei Singles ausgekoppelt. Beide erreichten die Top 15 der britischen Singlecharts. Die beiden Videoclips zu den Singles wurden im amerikanischen MTV gespielt.

## Titelliste
1. Aces High (Steve Harris) – 4:29
2. 2 Minutes to Midnight (Bruce Dickinson, Adrian Smith) – 5:59
3. Losfer Words (Big 'Orra) (Steve Harris) – 4:12
4. Flash of the Blade (Bruce Dickinson) – 4:02
5. The Duellists (Steve Harris) – 6:06
6. Back in the Village (Bruce Dickinson, Adrian Smith) – 5:00
7. Powerslave (Bruce Dickinson) – 7:07
8. Rime of the Ancient Mariner (Steve Harris) – 13:34

## Songinformationen
- Aces High ist wie Invaders und The Trooper ein Lied über den Krieg. Das Lied handelt von der Luftschlacht um England aus der Perspektive eines britischen Piloten.
- Der Titel des Liedes 2 Minutes to Midnight weist auf die Atomkriegsuhr hin. „2 Minuten vor Mitternacht“ war es im September 1953, als Russland und die USA jeweils einen erfolgreichen Atombombentest durchführten. Textlich befasst sich das Lied mit der Erfahrung des Kalten Krieges und dem Leid und Terror in der Welt. Die Textzeile „prime time Belsen feast“ bezieht sich auf das Konzentrationslager Bergen-Belsen.
- Losfer Words (Big 'Orra) ist das letzte Instrumental, das Iron Maiden auf einem ihrer Alben veröffentlichten. „Losfer Words“ bedeutet „lost for words“ (engl. für: „Mir verschlägt es die Sprache“). „Orra“ ist phonetisch und bedeutet „Horror“ im Cockney-Dialekt.[2]
- Flash of the Blade handelt vom Fechten. Bruce Dickinson selbst ist Fechter. Der Text beschreibt einen jungen Mann, der das Fechttraining aufgenommen hat, um den Mord an seiner Familie zu rächen. Das Lied wurde auch für den Soundtrack des Dario-Argento-Films Phenomena verwendet. Außerdem wird der Heilige Georg aus dem Christentum als Drachentöter im Songtext erwähnt.
- The Duellists, ein weiteres Lied über das Fechten, basiert auf dem Film Die Duellisten von Ridley Scott. Die literarische Vorlage Das Duell stammt von Joseph Conrad.
- Back in the Village ist eine Umsetzung der britischen Fernsehserie Nummer 6. Nach der Textzeile „I see sixes all the way“ folgt ein leises Flüstern: „six six six“[3], ein Hinweis auf das Titellied des Albums The Number of the Beast. Dort befindet sich mit The Prisoner ein Lied, das auf der gleichen Serie beruht.
- Powerslave, das Titellied, beschäftigt sich mit ägyptischer Mythologie und behandelt das Sterben eines Pharaohs.
- Rime of the Ancient Mariner, das längste Lied des Albums, basiert auf der gleichnamigen Ballade von Samuel Taylor Coleridge. Teile dieses Gedichtes wurden auch im Text zum Lied verarbeitet.

## Singleauskopplungen

### 2 Minutes to Midnight
Die Single erschien am 6. August 1984. Als B-Seite wurden eine Coverversion verwendet. Rainbow’s Gold stammt von einer Progressive-Rock-Gruppe namens Beckett. Eine Zeile des Liedes hat Steve Harris im Lied Hallowed Be Thy Name verwendet. Der zweite Track Mission from ’Arry ist eine mitgeschnittene Auseinandersetzung zwischen Steve Harris und Nicko McBrain. Das Cover ist eine Variation des bekannten Uncle-Sam-Plakates von James Montgomery Flagg, das zur Rekrutierung von Soldaten verwendet wurde. Die Single erreichte Platz #11 der britischen Charts.
1. 2 Minutes to Midnight (Smith, Dickinson) – 6:04
2. Rainbow’s Gold (Beckett) – 4:57
3. Mission from ’Arry – 6:43

### Aces High
Aces High, die zweite Singleauskopplung des Albums, erschien am 22. Oktober 1984. Das Cover zeigt Eddie am Steuer einer Supermarine Spitfire. Die B-Seite King of Twilight ist eine Coverversion von zwei Liedern der deutschen Band Nektar. Als weitere B-Seite ist eine Liveversion des Klassikers The Number of the Beast zu hören, die auch auf dem Video 12 Wasted Years verwendet wurde. Die Single erreichte Platz #20 der britischen Charts.
1. Aces High (Harris) – 4:31
2. King of Twilight (Nektar) – 4:54
3. The Number of the Beast (live) (Harris) – 4:57

## Kommerzieller Erfolg

### Chartplatzierungen
Das Album wurde Iron Maidens zweiter Nummer-eins-Hit in Großbritannien. In den Billboard-Charts belegte es Platz 21.
| ChartsChartplatzierungen       | Höchstplatzierung | Wochen |
| ------------------------------ | ----------------- | ------ |
| Deutschland (GfK)              | 9 (15 Wo.)        | 15     |
| Österreich (Ö3)                | 15 (8 Wo.)        | 8      |
| Schweiz (IFPI)                 | 10 (9 Wo.)        | 9      |
| Vereinigte Staaten (Billboard) | 21 (34 Wo.)       | 34     |
| Vereinigtes Königreich (OCC)   | 2 (14 Wo.)        | 14     |

### Auszeichnungen für Musikverkäufe
| Land/Region                  | Auszeichnungen für Musikverkäufe (Land/Region, Auszeichnung, Verkäufe) | Verkäufe  |
| ---------------------------- | ---------------------------------------------------------------------- | --------- |
| Deutschland (BVMI)           | Gold                                                                   | 250.000   |
| Kanada (MC)                  | 2× Platin                                                              | 200.000   |
| Spanien (Promusicae)         | Gold                                                                   | 50.000    |
| Vereinigte Staaten (RIAA)    | Platin                                                                 | 1.000.000 |
| Vereinigtes Königreich (BPI) | Gold                                                                   | 100.000   |
| Insgesamt                    | 3× Gold · 3× Platin ·                                                  | 1.500.000 |

Hauptartikel: Iron Maiden/Auszeichnungen für Musikverkäufe